# Orde van de Revolutie (Rwanda)
De Nationale Orde van de Revolutie (Frans: "Ordre National de la Révolution") is een ridderorde van de Afrikaanse staat Rwanda. De orde herinnert aan de revolutie van januari 1960.
In 1960 won de MDR-Parmehutu, de nationalistische Hutu-partij de door de Belgen gecontroleerde verkiezingen. In januari brak de zogenaamde 'Hutu revolutie' uit en werd koning Kigeri V, een Tutsi, verdreven. Parmehutu-voorzitter Grégoire Kayibanda werd minister-president van het inmiddels autonome Rwanda.
De orde kent de gebruikelijke vijf graden van een moderne ridderorde.
- Grootkruis,

Het ordeteken werd aan aan een grootlint over de rechterschouder gedragen. Op de borst droeg men een grote gouden ster.
- Grootofficier,

Het ordeteken werd  aan een lint waarop een rozet was bevestigd op de linkerborst gedragen. Op de borst droeg men een iets kleinere zilveren ster.
- Commandeur,

Het ordeteken werd aan een lint om de hals gedragen.
- Officier,

Het ordeteken werd aan een lint waarop een rozet was bevestigd op de linkerborst gedragen.
- Ridder,

Het zilveren ordeteken werd aan een lint op de linkerborst gedragen.
Het ordeteken of kleinood is een zesarmig groen geëmailleerd kruis met twaalf punten. In het midden zijn op een rond gouden medaillon twee samengedrukte handen te zien. De witte ring rond het medaillon draagt in zwarte letters de woorden ""Ordre National de la Révolution"".
Het lint van deze orde is donkergroen met een gouden middenstreep.